# Свети Илия (Съчево)
Вижте пояснителната страница за други значения на Свети Илия.
„Свети Илия“ (на македонска литературна норма: „Свети Илија“) е възрожденска православна църква в струмишкото село Съчево (Сачево), Северна Македония. Част е от Струмишката епархия на Македонската православна църква – Охридска архиепископия.

## История
Храмът е изграден в 1870 година в центъра на селото.

## Архитектура
В архитектурно отношение е трикорабна псевдобазилика с открит трем от юг и запад. Трите кораба са разделени с четири двойки колони. На западната двойка колони в църквата под галерията са изписани концентрични ромбовидни мотиви в бордо, охра и сина тоналиност, в чиято среда е изписан букет цветя. В допълнение към геометричните мотиви, преобладават флорални мотиви, листа, лози с гроздове, гирлянди и други подобни, които се увиват спираловидно около тялото на колоната. Срещат се червени дантелени ленти, в центъра на които са нанизани перли, а между тях са изрисувани разкошни розови издънки или разлистени лози с гроздове в сини и румени тонове. Капителите са проста обърната пресечена пирамида, а тези под галерията са обърнат пресечен конус.
Храмът е с равен дървен таван на трите кораба. Автентичният таван е унищожен при ремонт и е измазан. Таванът на средния кораб е касетиран с малки квадратни полета. Дървеният профил, с който са оформени касетите, е бил боядисан автентично в бордо нюанс, а самите полета последователно в охра и синьо; в центъра им е била нарисувана бяла осемлъчева звезда. На равния таван на централния кораб в кръгъл медальон е изписано допоясно изображение на Иисус Христос Вседържител, което обикновено се изписва в купола.
На запад е пристроена камбанария. Апсидата на изток е единична, неразчленена и без декорация. Над апсидата е поставен прозорец от каменна пластика, съставен от централен по-голям окулус, към който от горната и от долната страна са свързани два по-малки кръгли отвора. Отстрани на централния прозоречен отвор има два по-малки кръгли.

## Иконопис
В 1880 година храмът е изписан от струмишкия зограф Григорий Пецанов, който рисува икони и живопис - сцени от Христовото житие в централния кораб и портрети на евангелистите в медальони над стълбовете.